# Sargent Claude Johnson
Pour les articles homonymes, voir Johnson.
 (février 2025).
Si vous disposez d'ouvrages ou d'articles de référence ou si vous connaissez des sites web de qualité traitant du thème abordé ici, merci de compléter l'article en donnant les références utiles à sa vérifiabilité et en les liant à la section « Notes et références ».
Sargent Claude Johnson, né le 7 octobre 1888 (ou 1887) à Boston et mort le 10 octobre 1967 à San Francisco, est un peintre, potier, céramiste, graveur, graphiste et sculpteur américain. Il est une des figures majeures du mouvement culturel afro-américain dit la Renaissance de Harlem.

## Parcours
Sargent Johnson, est le troisième de six enfants, de Anderson Johnson, d'origine suédoise et de Lizzie Jackson Johnson, d'ascendance afro-américaine et Cherokee. Son père meurt en 1892, laissant les enfants être élevés par leur mère. En 1902, quand leur mère meurt de la tuberculose, les garçons de la famille sont envoyés dans un orphelinat à Worcester (Massachusetts), et les filles dans une école catholique de Pennsylvanie pour filles afro-américaines et amérindiennes.
Sargent et ses frères et sœurs vont vivre avec leur oncle, Sherman Jackson Williams, et son épouse, May Howard Jackson. May était une sculptrice célèbre spécialisée dans les thèmes noirs, et elle a sans nul doute influencé Sargent Johnson dès un âge précoce. Certains de ses frères et sœurs eux-mêmes ne se reconnaissent pas comme afro-américains, et ont choisi de vivre comme des Amérindiens ou des Blancs, bien que Sargent se considérait comme un Afro-américain.
Le cheminement de Sargent Claude Johnson du statut d'artiste amateur à celui de professionnel est très peu connu. En 1915, Sargent Johnson arrive du côté de la baie de San Francisco. L’Exposition universelle de 1915, qui a eu une influence stimulante sur l’art en Californie, a lieu peu de temps après son arrivée. La même année, il épouse Perle Lawson et commence à étudier le dessin et la peinture à l'A. W. Meilleur School of Art. Il va à la California School of Fine Arts (aujourd'hui San Francisco Art Institute) de 1919 à 1923, où il a comme professeur les sculpteurs Beniamino Bufano (en) et Ralph Stackpole.
Sargent Johnson commence à montrer ses œuvres à la Fondation Harmon (en) de New York en 1926. Grâce à la Fondation, connue pour son soutien à l’art afro-américain, il expose plusieurs de ses pièces et se fait connaître d’abord localement, puis nationalement. 87 pièces étaient présentées lors de ce salon et un prix de 150 $ pour le travail le plus remarquable lui est attribué, "montrant la tête en porcelaine d'un enfant noir, Pearl, et deux dessins, dont l'un, Defiant, est construit massivement et simplement dans ses plans comme dans une grande partie des œuvres mexicaines modernes." Il n’est habituellement pas classé en tant qu'« art américain » en raison de la manière dont ses pièces ignorent les techniques traditionnelles occidentales et sont inspirées par les cultures étrangères, comme les muralistes mexicains Diego Rivera, José Clemente Orozco, David Alfaro Siqueiros et autres.
En 1928, les récompenses qu’il reçoit pour ses œuvres lui valent une solide réputation parmi les artistes du mouvement Renaissance de Harlem. 
À la fin des années 1930, Sargent Johnson participe au Federal Art Project (FAP) ; il exécute entre autres les bas-reliefs du Bathhouse Building sous la direction de Hilaire Hiler, bâtiment faisant partie du San Francisco Maritime National Historical Park.
Comme membre de la communauté bohème de la baie de San Francisco et influencé par le mouvement « New Negro », ses premières œuvres portent sur l’identité raciale.
De 1945 à 1965, il fait moult voyages à Oaxaca et dans le Sud du Mexique et commence à intégrer les gens et leur culture, en particulier l’archéologie, dans son œuvre. D’autres sujets incluent des figures afro-américains, les animaux et les Amérindiens.
il décède à San Francisco le 10 octobre 1967

## Galerie

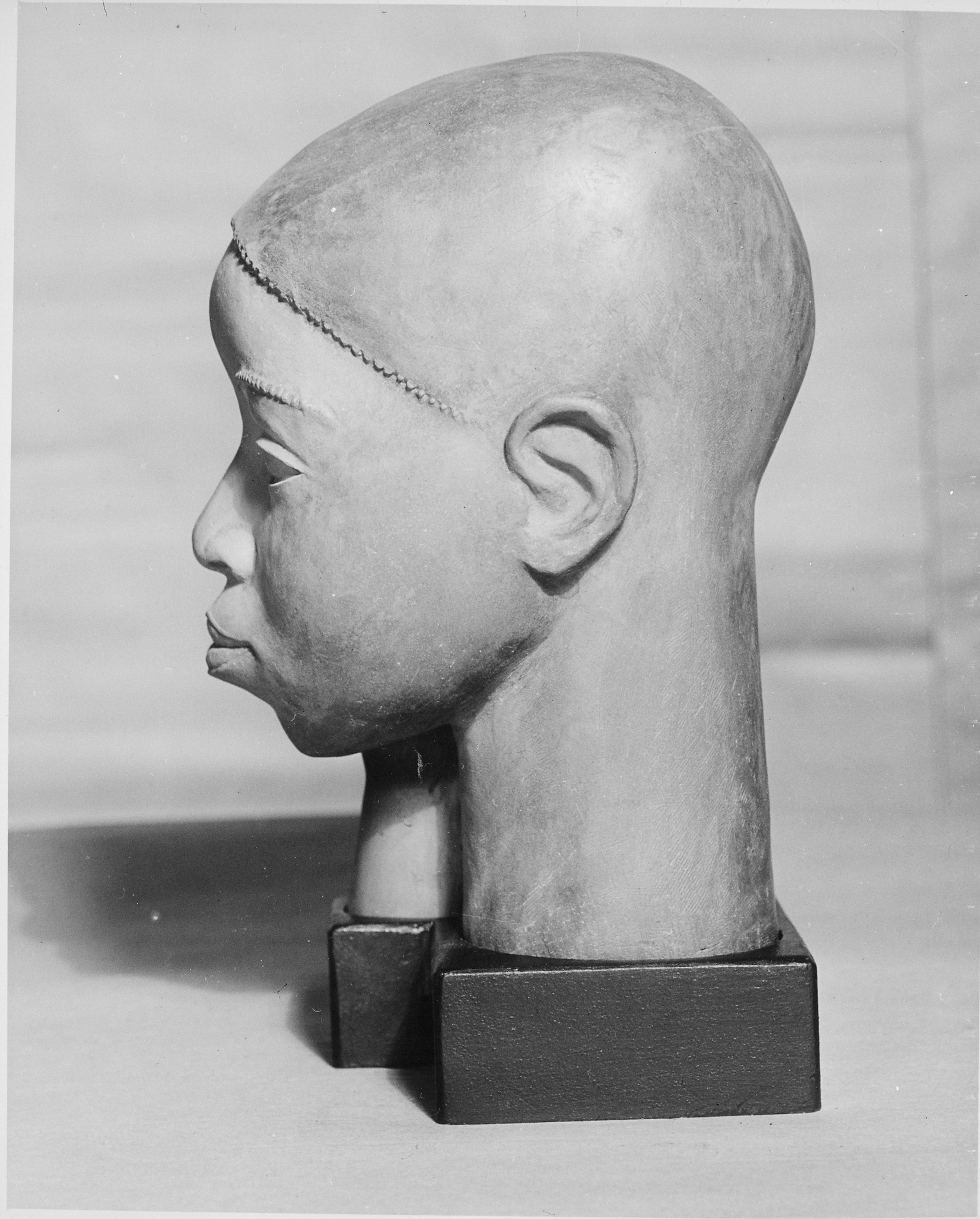
'Chester' 1931: portrait d’un garçon afro-américain, diffère nettement de la plupart des portraits par sa simplicité classique et l’expression pensive du sujet. Il est apparu dans l'exposition Harmon (1931). (Terre cuite, 10 7/8" H.) Musée d'art moderne de San Francisco